# Estoublon
Estoublon (en provenzal, Estoblon) es una comuna francesa situada en el departamento de Alpes de Alta Provenza, en la región de Provenza-Alpes-Costa Azul.

## Demografía
| 204 | 208 | 209 | 243 | 301 | 337 | 480 |
| Para los censos de 1962 a 1999 la población legal corresponde a la población sin duplicidades (Fuente: INSEE [Consultar]) |     |     |     |     |     |     |